# 杉山シンヤ
杉山 シンヤ（すぎやま しんや、7月18日 - ）は、日本の男性声優、俳優、司会者。静岡県出身。ムーブマン所属。

## 人物
趣味ガンプラ、寄席。特技は殺陣。

## 出演

### ゲーム
- リネージュ2 レボリューション（2016年、兵士 他）

### 吹き替え

#### 映画
- ジョーズ2（パトリック〈ベン・マーレイ〉[3]）※BSテレ東版
- 沈黙の帝王（テキサスの男 他）
- デトロイト（リー）
- ブラッド・インフェルノ（ディエゴ）
- メイズ・ランナー: 最期の迷宮（ダグ）
- ラストウィーク・オブ・サマー（ギル〈ナッシュ・グリア〉）

#### ドラマ
- 危険戦隊デンジャー5 我らの敵は総統閣下（兵士 他）
- ジェネシス（ヒューズ）

#### テレビ番組
- アメリカお宝鑑定団ポーンスターズ
- タイニーハウス 〜大きなアメリカの極端に小さな家〜
- 刀剣の鉄人

### 司会・MC
- カプコンTV「ちょいカプTV」
- 次世代ワールドホビーフェア2017」カプコンブース 実況MC
- ジャンプフェスタ2017」カプコンブース実況MC
- 東京ゲームショウ2018 カプコンブース実況MC
- 東京工科大学「東京モーターショー クイズ車知識甲子園」
- 東京工科大学「第一回音楽祭」
- 東京工科大学「第二回音楽祭」
- BAKUMATSUトークショーin渋谷マルイ
- BAKUMATSU1話先行上映会
- モンスターハンター頂上大会2017」実況MC

### 舞台
- 演劇ユニット「空想」
  - 工房#1「さよならメリークリスマス」（ケント）
  - 工房#2「笑えない男」
- 銀ちゃんが、逝く〜蒲田行進曲・完結編〜
- 騒木家御杉「ふだんの袴」
- 東京楽笑寄席 騒木家御杉
  - 「近日息子」
  - 「後生鰻」
  - 「たけのこ」
  - 「ちりとてちん」
- 三好りえ お笑い企画 騒木家御杉
  - 「厩火事」
  - 「後生鰻」
- 「声優口演ライブ『没後40年チャップリン特集』」
- 劇団空感エンジン「GO,JET!GO!GO!ZERO」
- 劇団鴉霞番外公演DIVIDE2014「WORLD WIDE COMMUNICATION」
- Dangerous BoxVOl.7「父母や振る」（段田男）
- Dangerous Box×下北沢BAR公演project「100万回Dead or Alive～下北沢弾丸ツアー～」（結婚詐欺師）
- トーキョー晩餐会「ザ・ミルクボックス」（兄）
- Dangerous BoxVOl.6「本埜宇治」（黒長）
- 劇団6.89×Dangerous Box関西関東タッグ公演「KING OF…」（アンドロイド）
- DangerousBox×下北沢公演番外編「HAMAD」（店長）
- DangerousBox×下北沢Bar公演Project「three code」（強盗）
- 寿星BigBang!!VOl.2「～TOY BOX DREAM～」（アクション）
- ACTOR’S TRASH ASSH　第12回本公演「刻め、我ガ肌ニ君ノ息吹ヲ(再演)」（アンサンブル）
- 劇団言葉座旗揚げ公演「ザネリ」（成金の男）
- ルドビコ「ROMEO 午前0時間の訪問者」（アンサンブル）

### その他コンテンツ
- 大阪三番街クリスマスイベントキャラクター「Sweet Hearted Xmas」（サンタの声）